# Johann Gänsbacher

Johann Gänsbacher

Johann Baptist Gänsbacher (* 8. Mai 1778 in Sterzing; † 13. Juli 1844 in Wien) war ein österreichischer Komponist, Dirigent und Kapellmeister.

## Leben
Johann Baptist Peter Joseph Gänsbacher kam am 8. Mai 1778 in Sterzing zur Welt. Sein Vater (1751–1806), der ebenfalls den Namen Johann Gänsbacher trug, war Chorregent und Schulmeister in Sterzing. Seine Mutter Maria Elisabeth geb. Mayer (1741–1815) stammte aus einer Weberfamilie und sorgte als Hausfrau für die sechsköpfige Familie. Der Vater förderte bereits früh seine musikalische Veranlagung und ermöglichte ihm als Achtjährigem eine Ausbildung als Sängerknabe in St. Jakob in Innsbruck. Diese umfasste Unterricht in Musiktheorie, Generalbass sowie Klavierunterricht bei Josef Alois Holzmann, einem der angesehensten Musiklehrer Tirols. Ab 1789 besuchte er das Gymnasium in Bozen und bekam dort weiteren Unterricht im Orgel- und Violoncellospiel.
Von 1795 bis 1801 studiert Gänsbacher Philosophie und Jurisprudenz an der Universität Innsbruck. 1797, im ersten Koalitionskrieg, meldete sich Gänsbacher das erste Mal zur Landesverteidigung. Nach Abschluss seiner Studien an der Universität Innsbruck entschloss er sich nach Wien zu gehen, um sich dort von Abbé Vogler weiter ausbilden zu lassen. Bei der Vermittlung nach Wien als auch zu den Firmian, die später zu seinen wichtigsten Gönnern wurden, spielte Abbé Joseph Benedikt Falk eine wichtige Rolle. 1806 wurde er auch Schüler von Johann Georg Albrechtsberger, der von 1793 bis 1809 das Amt des Domkapellmeisters zu St. Stefan innehatte. In dieser Zeit entstanden viele Kompositionen: Durch Voglers Vermittlung erhielt Gänsbacher die Möglichkeit, eine Messe für den Fürsten Esterhazy zu schreiben, und auch für die Firmian schuf Gänsbacher in dieser Zeit mehrere Werke. In Wien schloss er Bekanntschaft mit vielen der führenden Musikerpersönlichkeiten seiner Zeit, darunter Joseph Haydn, Antonio Salieri und Johann Nepomuk Hummel. 1810 erhielt er zusammen mit Carl Maria von Weber und Giacomo Meyerbeer in Darmstadt erneut Unterricht bei Vogler, reiste allerdings nach drei Monaten wieder zurück nach Böhmen auf einen Gutshof der Firmian.
Gänsbacher meldete sich erneut beim Militär und trat in Klagenfurt in eine Tiroler Kompanie ein. 1813 wurde er in Lienz zum Hauptmann einer 170 Mann starken Truppe ernannt. Nach erfolgreicher Zurückeroberung Tirols lösten sich die Freiwilligenkompanien auf und Gänsbacher blieb vorerst in Trient, wo er an musikalischen Akademien teilnahm. Ab 1815 befand sich Gänsbacher wieder in Innsbruck, wo er nun dem Jägerregiment angehörte und die Regimentskapelle leitete. 1816 reiste er erneut nach Wien und wurde dort für seine militärischen Verdienste persönlich vom Kaiser ausgezeichnet. Zudem machte er in mehreren Besuchen Bekanntschaft mit Ludwig van Beethoven und Constanze Mozart. In Innsbruck wirkte er neben seinen Verpflichtungen als Offizier bei verschiedenen musikalischen Veranstaltungen mit und beteiligte sich 1818 maßgeblich an der Gründung des Innsbrucker Musikvereines.
Da sich seine Hoffnungen auf eine sichere Anstellung in Innsbruck nicht erfüllten, richtete Gänsbacher sein Interesse auf Wien und die dort vakant gewordene Stelle des Domkapellmeisters zu St. Stephan. Gleichzeitig erhielt er von Weber die Aussicht, in Dresden eine Anstellung zu bekommen. Durch die Unterstützung zahlreicher adliger Fürsprecher, insbesondere des Fürsterzbischofs Leopold Maximilian Graf Firmian bekam er 1824 das Anstellungsdekret und heiratete daraufhin, mit 47 Jahren, die aus Thaur stammende Juliane Schandl. Aus den Verwaltungsakten des Diözesanarchivs geht hervor, dass Gänsbacher sich fleißig und gewissenhaft seinen Aufgaben gewidmet hat und sich eindringlich für bessere Arbeitsbedingungen und höhere Besoldung der Musiker einsetzte. Er war auch als Kirchenkomponist produktiv und schuf weit mehr Werke für St. Stephan als es seine vertragliche Verpflichtung vorsah. Eine zusätzliche Besoldung wurde seitens des Kirchenmeisteramtes aber stets mit Verweis auf die angespannte finanzielle Situation und die Belastung durch die Kosten des Turmbaus abgelehnt.
Am 13. Juli 1844 verstarb Gänsbacher in Wien. Er hinterließ seine Frau mit den zwei Kindern Antonie (1831–1921) und Josef (1829–1911). Antonie Gänsbacher vermachte einen Großteil des Nachlasses ihres Vaters dem Ferdinandeum in Innsbruck. Joseph Gänsbacher studierte wie sein Vater zuerst Jura, bevor er sich entschloss, eine musikalische Laufbahn zu verfolgen. Er wurde zu einer wichtigen Persönlichkeit im Wiener Musikleben ein gefragter Gesangspädagoge am Konservatorium der Gesellschaft der Musikfreunde. Johannes Brahms widmete ihm seine Cellosonate Nr. 1 in e-moll.
Er ruht in einem Ehrengrab auf dem Wiener Zentralfriedhof (Gruppe 0, Reihe 1, Nummer 61), neben seinem Sohn Josef Gänsbacher, wohin er vom Sankt Marxer Friedhof überstellt worden war. Im Jahr 1894 wurde in Wien-Landstraße (3. Bezirk) bzw. Simmering (11. Bezirk) die Gänsbachergasse nach ihm benannt. Im Innsbrucker Stadtteil Saggen erinnert die Gänsbacherstraße an ihn. Auch in seiner Geburtsstadt Sterzing gibt es eine „Gänsbacherstraße“.
Sein bedeutendster Schüler war der Tiroler Komponist Josef Netzer.

## Werke (Auswahl)
Gänsbachers kompositorisches Schaffen umfasst Messen, Requiem, Vespern, Litaneien und Kammermusik sowie Lieder, Vokal- und Instrumentalwerke. Gänsbacher komponierte sowohl weltliche wie auch geistliche Musik, wobei sein Fokus als Domkapellmeister fast nur noch auf die kirchliche Musik gerichtet war. Unter seinen frühen Werken befinden sich auch einige Auftragskompositionen. Während der Zeit seiner Militärzugehörigkeit schuf er darüber hinaus Werke für Blasmusik, hauptsächlich Märsche. Die Anzahl seiner Kompositionen geht in die Hunderte.

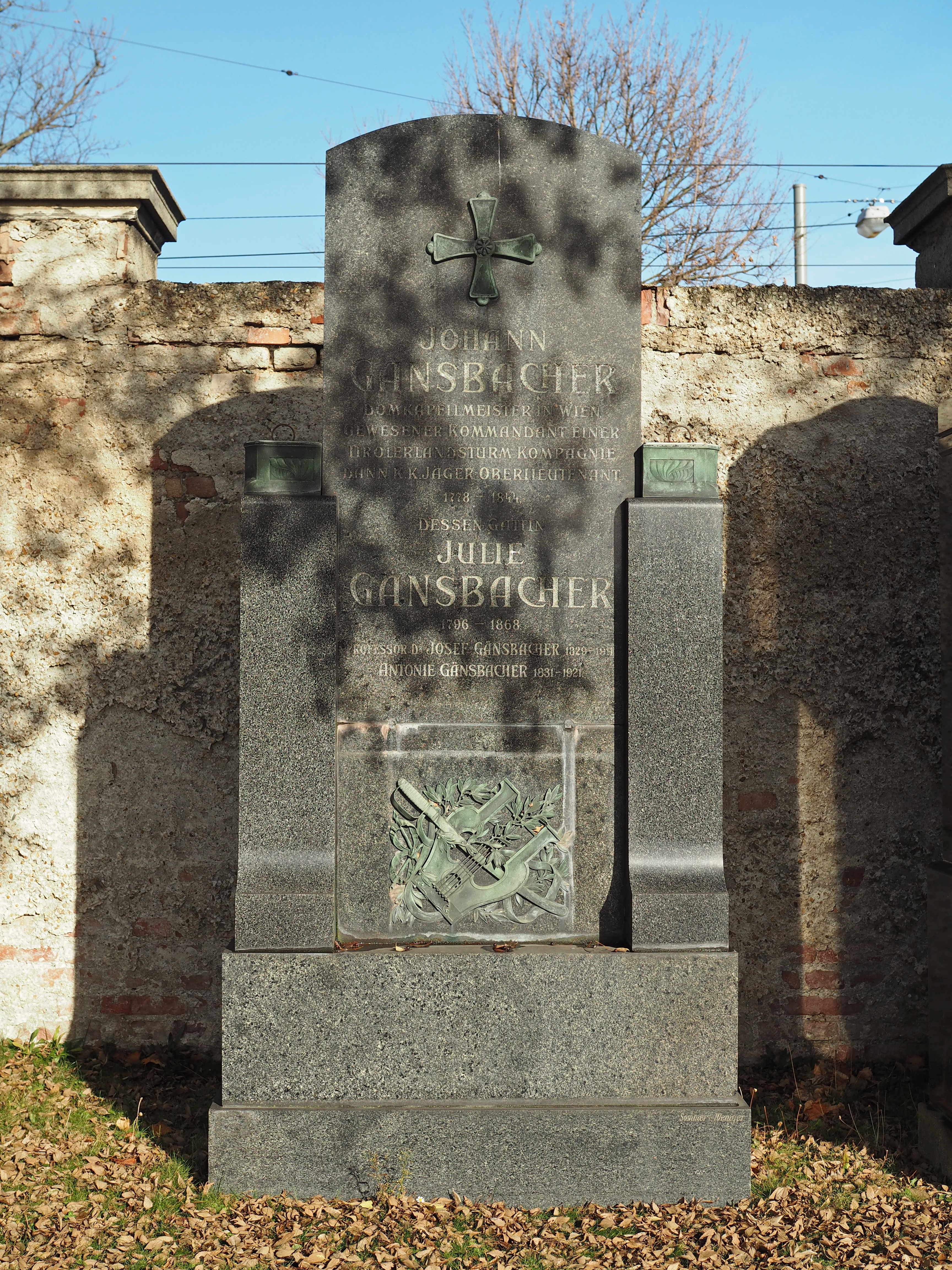
Grab von Johann Gänsbacher auf dem Wiener Zentralfriedhof

- Concerto in Es-Dur für Klarinette und Orchester op. 24
- Symphonie in D-Dur
- Märsche
  - „Alexandermarsch“
  - „Jubelmarsch“
- Messen
  - Missa in Es-Dur „Pro Bozen“
  - Missa No. 5 in C-Dur „Pro Kaltern“
  - Messe No. 2 in C-Dur
  - Festmesse in D-Dur
  - Messe in B-Dur op. 32
- Serenade op. 12
- Großes Requiem in Es-Dur op. 15
- Trio in F-Dur für Klavier, Violine und Violoncello op. 16
- Vesper in D-Dur